# 유춘열

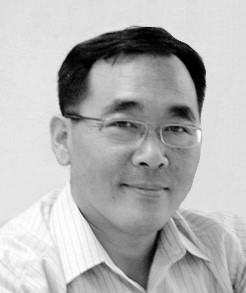
다산네트웍솔루션즈 유춘열 대표

유춘열(柳春烈, 1961년 3월 26일 ~ )은 다산네트웍솔루션즈 대표이사다. 더불어 다산네트웍스 COO(Chief Operating Officer)이자 차량용 부품 개발 및 생산 전문기업 ㈜디엠씨 대표이사다.

## 경력
- 1985년 ~ 1999 (주)대우자동차 기술연구소
- 1999년 ~ (주)다산네트웍스 COO
- 2012년 ~ (주)디엠씨 대표이사
- 2015년 ~ (주)다산네트웍솔루션즈 대표이사